# 金岑堡
金岑堡是德国莱茵兰-普法尔茨州的一个市镇。总面积1.21平方公里，总人口46人，其中男性22人，女性24人（2011年12月31日），人口密度38人/平方公里。